# Sustav rada kod kuće
Sustav rada kod kuće jedan je od načina financijske prijevare. 

## Povijest
Sheme sustava rada kod kuće prevaranti uspješno koriste već godinama, a prvi puta su korištene 1920-ih godina u SAD-u za vrijme Velike gospodarske krize. S vremenom su pojedine vlade odlučile stati na kraj prevarantima, a primjer toga je vlada SAD-a. Naime, godine 2006. pokrenut je projekt „False hopes“ (prev. "Lažne nade") kojemu je glavni cilj suzbiti ovakve prijevare. 

## Način funkcioniranja
Žrtva se privlači obećanjem kako će biti zaposlena u vlastitom domu, često radeći jednostavne poslove koji ne zahtijevaju puno vremena (poput „punjenja poštanskih koverti“ i sl.). Svota novca koji se obećava kao plaća znatno je veća nego uobičajna primanja (npr. na prostoru neke države). Prava svrha svega jest ta da prevarant iznuđuje novac od žrtve, a to može činiti na više načina. Primjeri su da žrtva prvo mora platiti „troškove“ kako bi pristupila poslu ili da mora kupiti određene „proizvode“ koje poslodavac (prevarant) nudi.

## Poslovi koji se nude
Prevaranti žrtvama nude razne vrste poslova. Navedeni su najčešći primjeri:
- Pakiranje koverti
- Izrada nakita (za koji se mora kupiti materijal, a kasnije ga nije moguće unovčiti jer „ne odgovara standardima“)
- Unos podataka
- Obrada liječničkih računa
- Reklamiranje posla s lakom i brzom zaradom na internetskim forumima (forum spamming)
- Obavljanje telefonskih poziva
- Vršenje raznih istraživanja
- Phone sex
- Prodaja proizvoda (koje je vrlo teško prodati)
- Plaćanje po internetskom kliku

## Znakovi prijevare
Znakovi prijevare su sljedeći:
- Radnik da bi se zaposlio mora platiti određene „troškove“
- Plaća se čini previsokom da bi bila istinita
- Poslodavac će zaposliti skoro bilo koju osobu, bez obzira na to ima li radnog iskustva ili potrebnih vještina
- Kompanija koja nudi posao nije poznata i nema svoju bazu kupaca/korisnika
- Kompanija nema stalno sjedište
- Nude se vrlo velike koristi od ponuđenog posla, te se navodi da ih je moguće ostvariti u kratkom vremenu
- Poslodavac više puta uzastopno kontaktira žrtvu, većinom sve do tada dok žrtva ne pristane.

## Žrtve
- Osoba koja je dobila otkaz i traži izlaz iz krize
- Nezaposlena osoba koja želi zaraditi puno novca uz malo uloženog truda
- Nestručna i nekvalificirana osoba koja traži dobro plaćeni posao
- Zaposlena osoba koja želi dodatni izvor prihoda
- Stariji ljudi, invalidi, roditelji koji čuvaju djecu kod kuće te osobe sličnih profila koji žele raditi u svom domu
- Ljudi koji sudjeluju u puno aktivnosti za koje nisu plaćeni, a sada to žele biti
- Ljudi koji nisu zadovoljni svojim poslovima, tako npr. ne žele više putovati na posao, nego žele raditi u svom domu
- Ljudi koji nisu detaljno ispitali svog budućeg poslodavca
- Frustrirani ljudi koji žele zaraditi na bilo koji način

## Poslijedice
Posljedice prijevare koje će osjetiti žrtva mogu biti sljedeće:
- Nedostatak novca
- Gubitak sigurnog radnog mjestu koje su dosada imali
- Narušen osobni ugled
- Problemi sa zakonom
- Uzalud utrošeno vrijeme